# Vilhelmina köping
Denna artikel handlar om den tidigare kommunen Vilhelmina köping. För orten se Vilhelmina, för dagens kommun, se Vilhelmina kommun.
Vilhelmina köping var en tidigare kommun i Västerbottens län. Centralort var Vilhelmina och kommunkod 1952-1970 var 2462.

## Administrativ historik
Den 23 mars 1917 inrättades Vilhelmina municipalsamhälle inom Vilhelmina landskommun. Den 1 januari 1947 (enligt beslut den 29 mars 1946) utbröts Vilhelmina med fler byars skifteslag tillsammans med municipalsamhället (municipalsamhället omfattade den 1 januari 1946 en areal av 3,10 km², varav 2,40 km² land) ur Vilhelmina landskommun för att bilda Vilhelmina köping. Den nya köpingen omfattade vid dess bildande en areal av 46,24 km², varav 45,88 km² land, och hade 1 581 invånare, varav 1 443 invånare bodde inom det upplösta municipalsamhällets område.
Samtliga stadsstadgor gällde i köpingen, enligt beslut den 31 januari 1947. I avseende på fastighetsredovisningen ingick köpingen i Vilhelmina socken som förde ett jordregister. Efter återföreningen med landskommunen utgjorde köpingen en jordregistersocken med namnet Vilhelmina köping.
Kommunreformen 1952 påverkade inte indelningarna i området, då varken Västerbottens eller Norrbottens län berördes av reformen.
Den 1 januari 1957 överfördes från Vilhelmina köping till Vilhelmina landskommun ett område med 68 invånare och omfattande en areal av 0,37 km², varav allt land.
Den 1 januari 1965 återförenades Vilhelmina köping och Vilhelmina landskommun, då landskommunen inkorporerades i köpingen. Den 1 januari 1971 infördes enhetlig kommuntyp och Vilhelmina köping ombildades därmed, utan någon territoriell förändring, till Vilhelmina kommun.

### Judiciell tillhörighet
I judiciellt hänseende hörde köpingen till Västerbottens västra domsaga och Vilhelmina tingslag. 1 januari 1948 uppgick tingslaget i Åsele och Vilhelmina tingslag.

### Kyrklig tillhörighet

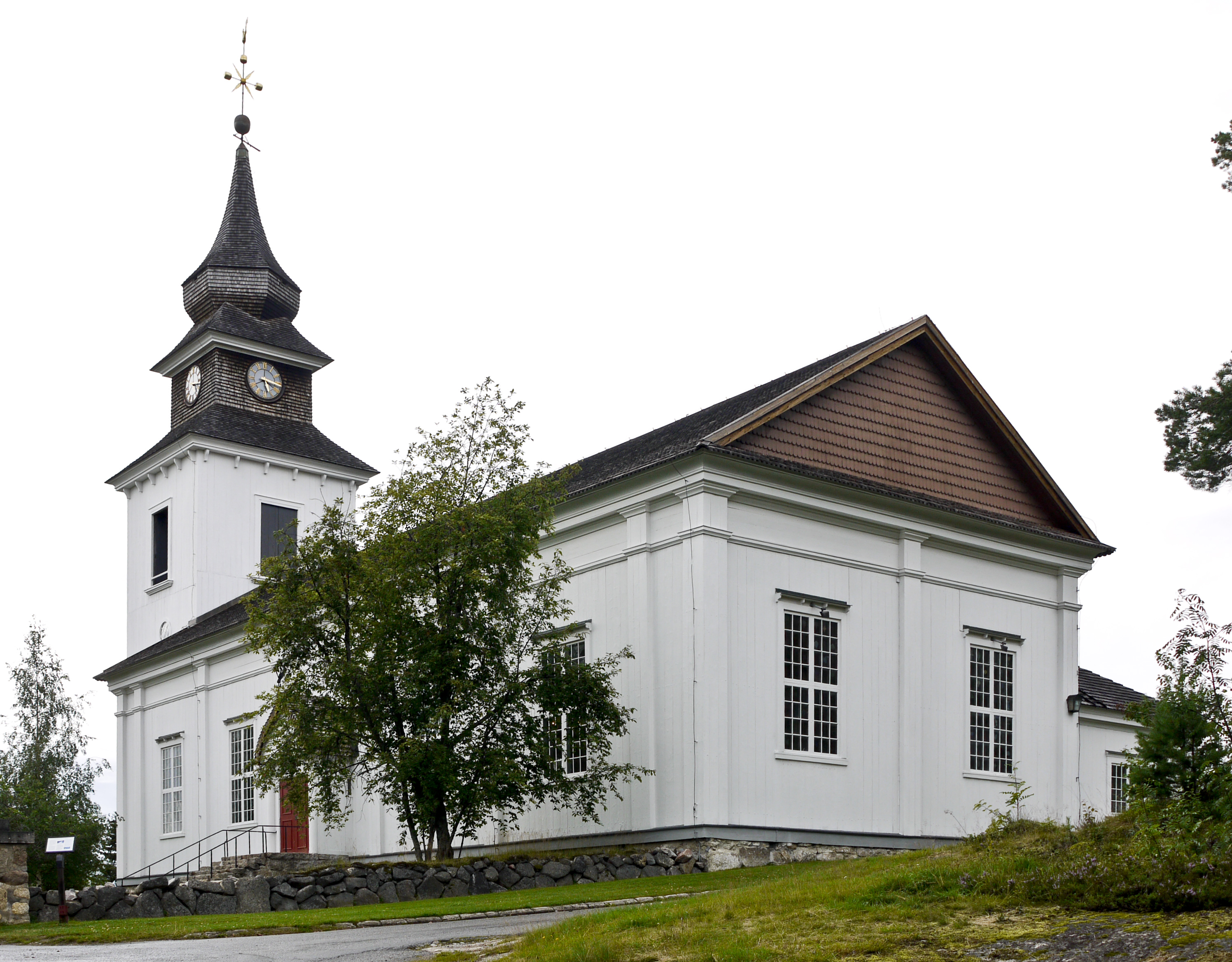
Vilhelmina kyrka, som låg inom köpingens område.

I kyrkligt hänseende hörde köpingen till Vilhelmina församling och Vilhelmina kyrkobokföringsdistrikt.

## Köpingsvapnet
Blasonering: I silver två korslagda blå vargspjut, försedda nedtill med skoning och upptill med renhornslida över spetsen, allt i rött, under en med röda bårder på silver försedd blå lappmössa, med tre kilar synliga, och däröver en av en vågskura bildad blå ginstam, belagd med en öppen krona av silver.
Detta vapen fastställdes av Kungl. Maj:t 1949. Vapnet förs idag av den nuvarande Vilhelmina kommun. Se artikeln om Vilhelmina kommunvapen för mer information.

## Befolkningsutveckling
| Befolkningsutvecklingen i Vilhelmina köping 1946–1969 | Befolkningsutvecklingen i Vilhelmina köping 1946–1969 | Befolkningsutvecklingen i Vilhelmina köping 1946–1969 | Befolkningsutvecklingen i Vilhelmina köping 1946–1969 | Befolkningsutvecklingen i Vilhelmina köping 1946–1969 |
| --- | ----------------------------------------------------- | ----------------------------------------------------- | ----------------------------------------------------- | ----------------------------------------------------- |
| |                                                       |                                                       |                                                       |                                                       |
| År |                                                       |                                                       | Folkmängd                                             |                                                       |
| 1946 | 1946                                                  |                                                       | 1 581                                                 |                                                       |
| 1950 | 1950                                                  |                                                       | 1 998                                                 |                                                       |
| 1955 | 1955                                                  |                                                       | 2 242                                                 |                                                       |
| 1960 | 1960                                                  |                                                       | 3 004                                                 |                                                       |
| 1965 | 1965                                                  |                                                       | 9 715                                                 |                                                       |
| 1969 | 1969                                                  |                                                       | 8 970                                                 |                                                       |
| Anm: Befolkning den 31 december enligt den administrativa indelningen den 1 januari följande år. Vilhelmina landskommun införlivades i köpingen den 1 januari 1965. |                                                       |                                                       |                                                       |                                                       |

## Geografi
Vilhelmina köping omfattade den 1 januari 1952 en areal av 46,24 km², varav 45,88 km² land.

### Tätorter i köpingen 1960
I Vilhelmina köping fanns tätorten Vilhelmina, som hade 3 016 invånare den 1 november 1960. Tätortsgraden i köpingen var då 100,0 procent.

## Näringsliv
Vid folkräkningen den 31 december 1950 var huvudnäringen för köpingens befolkning uppdelad på följande sätt:
- 33,8 procent av befolkningen levde av industri och hantverk
- 17,1 procent av handel
- 15,3 procent av samfärdsel
- 15,1 procent av offentliga tjänster m.m.
- 11,6 procent av jordbruk med binäringar
- 3,0 procent av husligt arbete
- 0,0 procent av gruvbrytning
- 4,1 procent av ospecificerad verksamhet.

Av den förvärvsarbetande befolkningen jobbade bland annat 15,7 procent med byggnadsverksamhet, 14,7 procent med varuhandel och 14,5 procent med samfärdsel. 0,5 procent av köpingens förvärvsarbetare hade sin arbetsplats utanför kommunen.

## Politik

### Mandatfördelning i valen 1946-1966
| 1 | 9 | 5 | 5 |

| 17 | 3 |

| 11 | 6 | 3 |

| 17 | 3 |

| 11 | 1 | 5 | 3 |

| 16 | 4 |

| 10 | 10 |

| 17 | 3 |

| 12 | 6 | 2 |

| 18 |

| 20 | 5 | 8 | 2 |

| 35 |

|  | 16 | 6 | 7 | 2 | 3 |

| 33 |

|  | 17 | 6 | 7 | 2 | 2 |

| 33 |